# Рене Хоусеман
Рене́ Орла́ндо Ха̀усман (първите две имена на испански, фамилията на английски: René Orlando Houseman), роден на 19 юли 1953, Ла-Банда, Сантяго дел Естеро, Аржентина, починал на 22 март 2018 г. е аржентински футболист, полузащитник.

## Кариера

### Клубна
Играл за отборите на „Дефенсорес де Белграно“, „Уракан“, Ривър Плейт, чилийския „Коло Коло“, южноафриканския „АмаЗулу“, „Индепендиенте“ и „Ескурсионистасе“.

### В националния
В международната си кариера е играл за Аржентина. Титуляр на световното първенство през 1974 г, където вкарва три гола. Най-доброто му постижение световното първенство през 1978 г (влиза като смяна в 75 минута на финала). Приключва кариерата си, заради проблеми с алкохола, с който се е борил в продължение на 20 години.
| Световно първенство | Резултат  | Участия | Голове |
| ------------------- | --------- | ------- | ------ |
| Германия 1974       | 1/4 финал | 6       | 3      |
| Аржентина 1978      | Шампион   | 5       | 1      |

## Отличия
- Шампион на Аржентина (1): 1973 (Метрополитано)
- Носител на Купа Нютон: 1975, 1976
- Носител на Купа Феликс Богато: 1976
- Носител на Купал Липтън: 1976
- Носител на Купа Рамон Кастильо: 1976, 1978
- Световен шампион (1): Мондиал 78
- Копа Либертадорес (1): 1984